# L'Enfant du bonheur
Pour plus de détails, voir Fiche technique et Distribution.
L'Enfant du bonheur (Liebe, Babys und Familienglück) est un téléfilm allemand réalisé par John Delbridge et diffusé en 2010.

## Fiche technique
- Titre original : Liebe, Babys und Familienglück
- Scénario : Iris Uhlenbruch, Bettina Börgerding
- Durée : 89 minutes
- Pays :  Allemagne

## Distribution
- Marion Kracht : Antonia Hellmann
- Michael Roll : Docteur Thomas Hellmann
- Julia Bremermann : Helena
- Christiane Blumhoff : Vroni Stangassinger
- Werner Haindl : Karl Meister
- Markus Böker : Docteur Markus Leitner
- Luka Kumi : Nahas
- Oliver Clemens : Simon
- Rudolf Krause : Kai Winter
- Heiko Ruprecht : Stefan Brenner
- Susanne Michel : Sabine Brenner
- Nicola Ransom : Gesine Müller
- Moritz Lindbergh : Docteur Bastian Wöhler
- Paulina Rümmelein : Paula
- Felix Steitz : Leo
- Franziska Janetzko : Petra